# Primera (Texas)
Pour les articles homonymes, voir Primera (homonymie).
Primera est une ville située au nord-ouest du comté de Cameron, et de la ville de Harlingen, au Texas, aux États-Unis,.

## Démographie
Lors du recensement de 2010, la ville comptait une population de 4 070 habitants. Elle est estimée, le 1er juillet 2019, à 4 292 habitants.

### Source de la traduction
- (en) Cet article est partiellement ou en totalité issu de l’article de Wikipédia en anglais intitulé « Primera, Texas » (voir la liste des auteurs).